# Pawłówek (Sicienko)
Pawłówek (deutsch Pawlowke, Paulsdorf, Paulshöfen) ist ein Dorf in der Landgemeinde Sicienko im Powiat Bydgoski in der Woiwodschaft Kujawien-Pommern, Polen.

## Lage
Der Ort liegt etwa 10 km westlich der Stadt Bydgoszcz.

## Geschichte

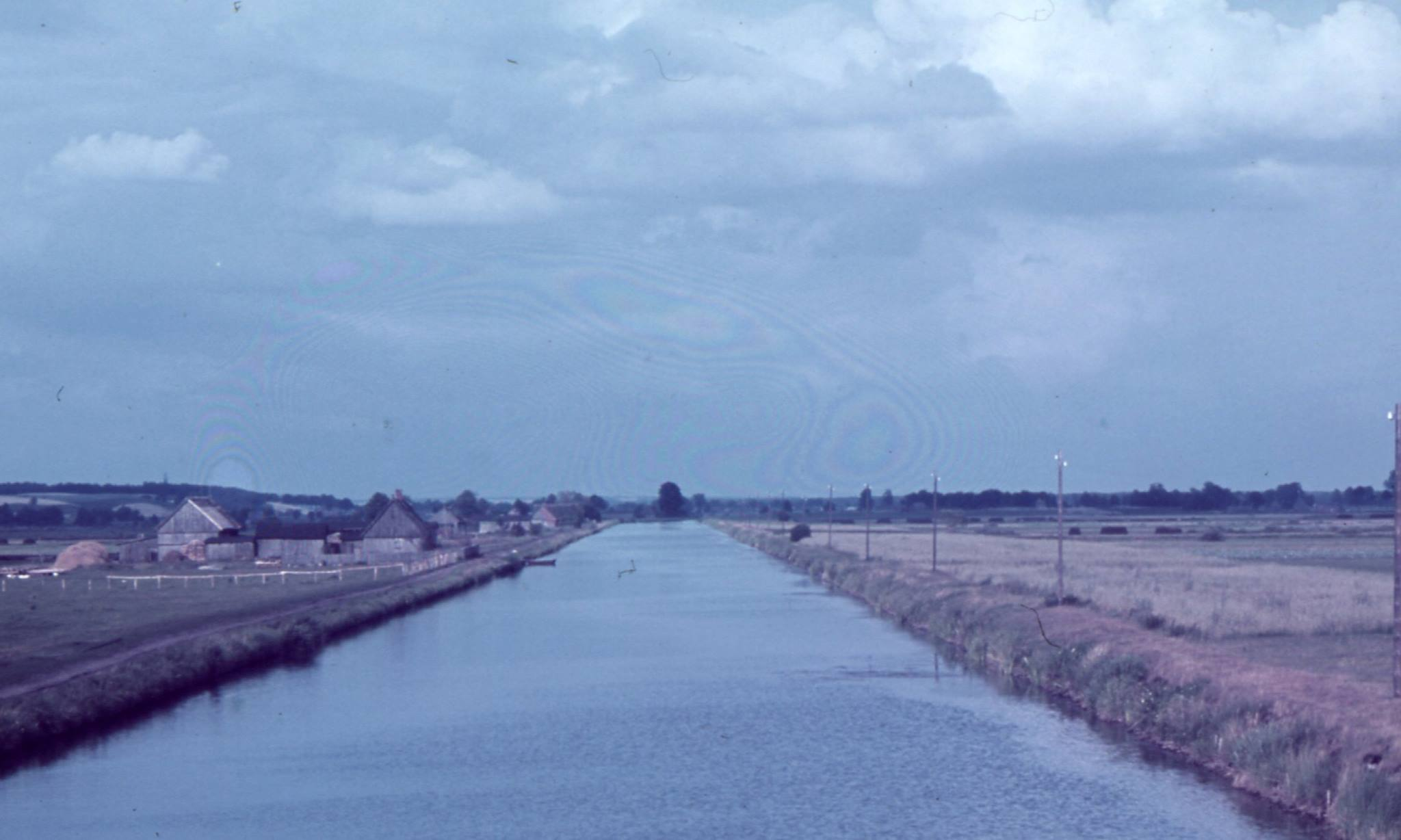
Pawłówek – ehemalige Kanal Kolonie B in 1944

Mitte des 17. Jahrhunderts gehörte das Dorf Melchjor Krusiński. Nach seinem Tod erbte Kruszyn und Pawłówek seine Tochter Anna Krusińska, die mit dem Ludwik Lewalt Jezierski verheiratet war. Die Familie trat die Besitzungen 1642 an Swiętosław Orzelski ab, den Sohn von Aleksander Orzelski.
Danach gehörte das Gut der Adelsfamilie Bniński, Ende des 18. Jahrhunderts den Familien Bzowski, Kruszewski und Sadowski. Ende des 19. Jahrhunderts gehörte das Gut Carl Theodor Berendt, dem Sohn von Georg Carl Berendt und der Familie Neukirch. In den 1920ern gehörte es dem Robert Berendt. In der Nähe des Dorfes befand sich ein Vorwerk, Prondy-Mühle genannt, dessen Besitzer 1789 Józef Korytowski, ein Suffraganbischof aus Gnesen, um 1830 der Salzinspektor Mehls und Ende des 19. Jahrhunderts Ferdinand Klatte war.
In der Nähe des Dorfes befinden sich auch die Überreste einer Wallburg aus dem 10. Jahrhundert.